# Овона, Николас
Роберт Николас Овона (англ. Robert Nicolas Owona, 14 февраля 1952) — камерунский велогонщик, выступавший на шоссе. Участвовал в летних Олимпийских играх 1972, 1976 и 1980 годов.

## Биография
Роберт Овона родился 14 февраля 1952 года.
В 1972 году вошёл в состав сборной Камеруна на летних Олимпийских играх в Мюнхене. В шоссейной групповой гонке на 200 км сошёл с дистанции. В командной групповой гонке на 100 км сборная Камеруна, в которую также входили Жан Бернар Джамбу, Джозеф Эвоуна и Джозеф Коно, заняла 33-е место среди 36 команд, показав результат 2 часа 40 минут 10,3 секунды. Камерунцы уступили выигравшей золото сборной СССР более 28 минут.
В 1976 году вошёл в состав сборной Камеруна на летних Олимпийских играх в Монреале. В шоссейной командной групповой гонке на 100 км сборная Камеруна, в которую также входили Джозеф Коно, Морис Мутат и Анри Мве, сошла с дистанции.
В 1980 году вошёл в состав сборной Камеруна на летних Олимпийских играх в Москве. В шоссейной групповой гонке на 189 км сошёл с дистанции. В командной гонке на 100 км сборная Камеруна, в которую также входили Чарльз Бана, Туссан Фуда и Джозеф Коно, заняла 22-е место среди 23 команд, показав результат 2 часа 26 минут 46,6 секунды. Камерунцы уступили выигравшей золото сборной СССР более 25 минут.